# Martín de Béjar
Martín de Béjar (falecido em 1530) foi um prelado católico romano que serviu como terceiro bispo do Panamá (1527–1530).

## Biografia
Natural de Sevilha, Martín de Béjar foi ordenado sacerdote na Ordem dos Frades Menores. Em 1527, o Papa Clemente VII nomeou-o terceiro Bispo do Panamá. Enquanto bispo, a sede da diocese foi transferida para a Cidade do Panamá, na costa do Pacífico. Serviu como bispo até à sua morte em 1530.